# Lojo köpings hus
Lojo köpings hus (finska: Lohjan kauppalantalo) var en byggnad för Lojo köpings ämbetsverk. Byggnaden ligger i Lojo i det finländska landskapet Nyland.

## Historia
Lojo köpings hus färdigställdes år 1929 och byggnaden ritades av Toivo Paatela och Jussi Paatela. Byggnaden som representerar nordisk klassicism uppfördes med köpmannen J. Hynninens och bankdirektören V. Joenpeltos stöd. Ursprungligen fanns det lokaler för företag i bottenvåning och bostäder i de övre våningarna. Lojo köping köpte huset år 1939 för att inhysa stadens ämbetsverk. På 1970-talet byggdes alla bostäder om till kontorslokaler. Hissen och luftkonditioneringen byggdes på 1990-talet. År 1997 när Lojo köping och Lojo kommun lades samman flyttades också stadens ämbetsverk till Lojo kommunhus, alltså det nuvarande stadshuset.